# Mers-sur-Indre
Mers-sur-Indre – miejscowość i gmina we Francji, w Regionie Centralnym, w departamencie Indre.
Według danych na rok 1990 gminę zamieszkiwało 459 osób, a gęstość zaludnienia wynosiła 18 osób/km² (wśród 1842 gmin Regionu Centralnego Mers-sur-Indre plasuje się na 710. miejscu pod względem liczby ludności, natomiast pod względem powierzchni na miejscu 478.).